# 迈克·科恩
迈克·科恩（英語：Mike Kohn，1972年5月26日—），美国男子雪车运动员。他曾代表美国参加2002年和2010年冬季奥林匹克运动会雪车比赛，其中2002年冬季奥运会获得一枚铜牌。